# Peux-et-Couffouleux
Peux-et-Couffouleux [pœ e kufulœ] (en occitan Pèus e Cofolèus ['pɛws e kufu'lɛws]) est une commune française située dans le département de l'Aveyron, en région Occitanie.

## Géographie

### Localisation
La commune est limitrophe du département du Tarn.

### Communes limitrophes
Les communes limitrophes sont  Barre, Brusque, Camarès, Mounes-Prohencoux, Murasson et Murat-sur-Vèbre.
| Mounes-Prohencoux               | Camarès                |         |
| Murasson                        | Peux-et-Couffouleux    | Brusque |
| Barre (Tarn) par un quadripoint | Murat-sur-Vèbre (Tarn) |         |

### Hameaux et lieux-dits
La commune de Peux-et-Couffouleux comprend plusieurs petits villages : Peux, Couffouleux et Saint-Méen.

### Géologie et relief
Le territoire de la commune se trouve dans les monts de Lacaune.

### Hydrographie

#### Réseau hydrographique

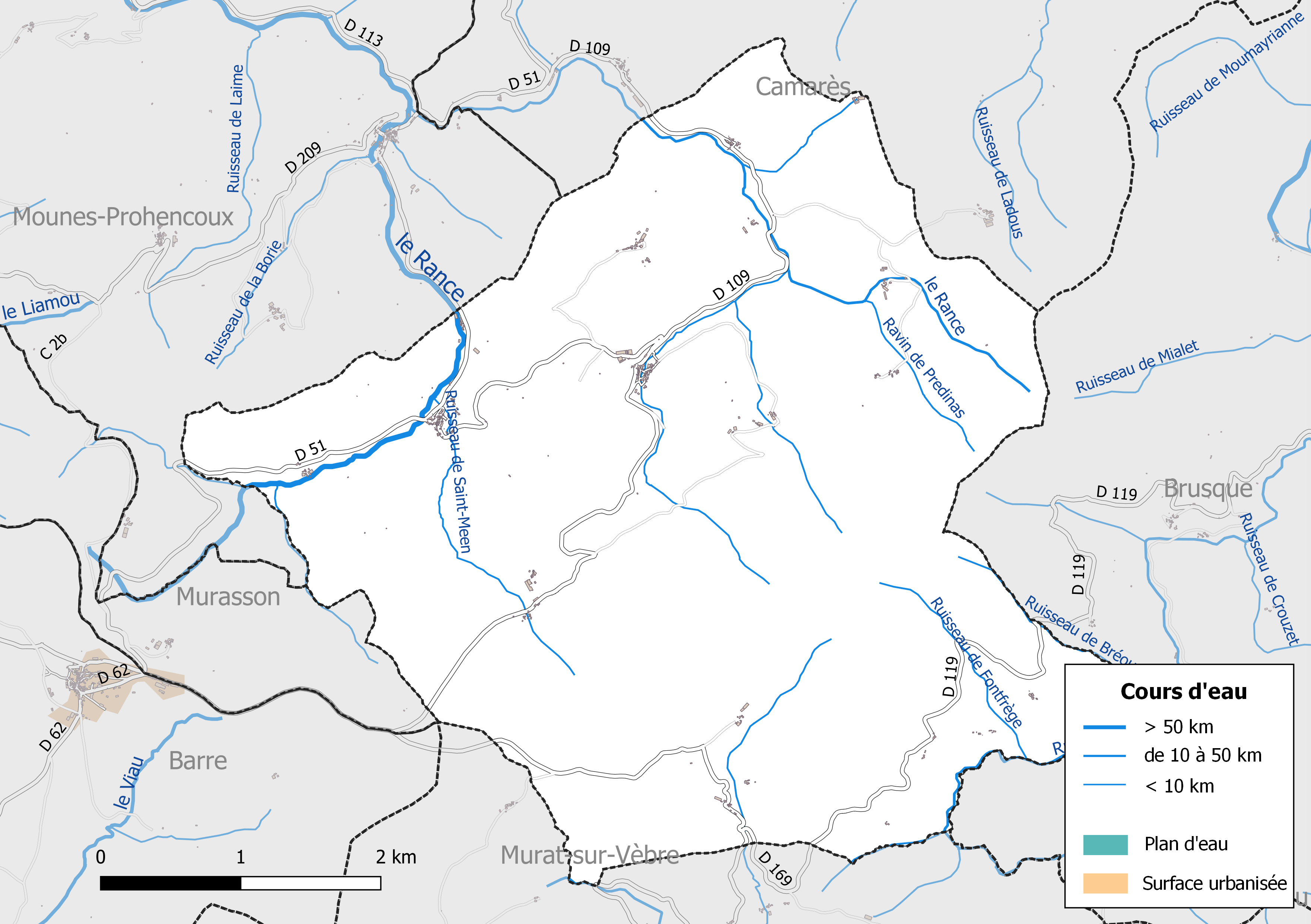
Réseaux hydrographique et routier de Peux-et-Couffouleux.

La commune est drainée par le Rance, le ruisseau de sanctus, le ruisseau d'espeyres, le ravin de Predinas, le ruisseau de Bréoune, le ruisseau de Coste Pan, le ruisseau de Fontfrège, le ruisseau de Pradinas, le ruisseau de Rioudoual, le ruisseau de Saint-Meen, le ruisseau des Taillades et par divers petits cours d'eau.
Le Rance, d'une longueur totale de 63,5 km, prend sa source dans la commune de Murasson et se jette  dans le Tarn à La Bastide-Solages, après avoir arrosé 12 communes.

### Climat
Pour des articles plus généraux, voir Climat de l'Occitanie et Climat de l'Aveyron.
En 2010, le climat de la commune est de type climat des marges montargnardes, selon une étude s'appuyant sur une série de données couvrant la période 1971-2000. En 2020, Météo-France publie une typologie des climats de la France métropolitaine dans laquelle la commune est dans une zone de transition entre le climat de montagne et le climat méditerranéen et est dans la région climatique Sud-est du Massif Central, caractérisée par une pluviométrie annuelle de 1 000 à 1 500 mm, minimale en été, maximale en automne.
Pour la période 1971-2000, la température annuelle moyenne est de 10,1 °C, avec une amplitude thermique annuelle de 15,4 °C. Le cumul annuel moyen de précipitations est de 1 211 mm, avec 11,5 jours de précipitations en janvier et 5 jours en juillet. Pour la période 1991-2020, la température moyenne annuelle observée sur la station météorologique installée sur la commune est de 10,9 °C et le cumul annuel moyen de précipitations est de 1 189,1 mm,. Pour l'avenir, les paramètres climatiques de la commune estimés pour 2050 selon différents scénarios d'émission de gaz à effet de serre sont consultables sur un site dédié publié par Météo-France en novembre 2022.
| Mois                                  | jan.          | fév.           | mars          | avril         | mai           | juin          | jui.          | août          | sep.          | oct.          | nov.          | déc.           | année      |
| ------------------------------------- | ------------- | -------------- | ------------- | ------------- | ------------- | ------------- | ------------- | ------------- | ------------- | ------------- | ------------- | -------------- | ---------- |
| Température minimale moyenne (°C)     | 0,4           | 0,3            | 2,6           | 5,5           | 8,2           | 11,8          | 14            | 14,1          | 11,2          | 8,3           | 4,4           | 1,7            | 6,9        |
| Température moyenne (°C)              | 3,3           | 3,7            | 6,5           | 9,7           | 12,6          | 16,7          | 19,3          | 19,6          | 16,1          | 12            | 7,2           | 4,6            | 10,9       |
| Température maximale moyenne (°C)     | 6,2           | 7,1            | 10,3          | 14            | 17            | 21,6          | 24,7          | 25,2          | 21            | 15,7          | 9,9           | 7,4            | 15         |
| Record de froid (°C) date du record   | −9,4 19.01.17 | −14,4 08.02.12 | −8,7 09.03.10 | −5 04.04.22   | −1,5 05.05.19 | 4,4 01.06.11  | 7,4 15.07.16  | 5,5 31.08.10  | 2,2 27.09.07  | −3,1 29.10.12 | −6 29.11.13   | −10,4 26.12.10 | −14,4 2012 |
| Record de chaleur (°C) date du record | 21,6 01.01.22 | 22 27.02.19    | 23,3 14.03.12 | 25,8 09.04.11 | 29,6 22.05.22 | 35,7 17.06.22 | 35,6 24.07.22 | 38,9 23.08.23 | 30,5 11.09.22 | 30,4 09.10.23 | 23,3 11.11.15 | 21,9 31.12.21  | 38,9 2023  |
| Précipitations (mm)                   | 120,2         | 79,6           | 116,5         | 122,2         | 124,5         | 65,5          | 50,8          | 45,2          | 67,3          | 152,3         | 154,7         | 90,3           | 1 189,1    |

### Milieux naturels et biodiversité

#### Espaces protégés
La protection réglementaire est le mode d’intervention le plus fort pour préserver des espaces naturels remarquables et leur biodiversité associée.
Dans ce cadre, la commune fait partie d'un espace protégé, le Parc naturel régional des Grands Causses, créé en 1995 et d'une superficie de 327 937 ha, s'étend sur 97 communes. Ce territoire rural habité, reconnu au niveau national pour sa forte valeur patrimoniale et paysagère, s’organise autour d’un projet concerté de développement durable, fondé sur la protection et la valorisation de son patrimoine,,.

#### Zones naturelles d'intérêt écologique, faunistique et floristique
L’inventaire des zones naturelles d'intérêt écologique, faunistique et floristique (ZNIEFF) a pour objectif de réaliser une couverture des zones les plus intéressantes sur le plan écologique, essentiellement dans la perspective d’améliorer la connaissance du patrimoine naturel national et de fournir aux différents décideurs un outil d’aide à la prise en compte de l’environnement dans l’aménagement du territoire.
Le territoire communal de Peux-et-Couffouleux comprend une ZNIEFF de type 1,, 
les « Bois et crêtes de Merdelou » (752,5 ha), couvrant 3 communes du département
, et deux ZNIEFF de type 2, : 
- le « Rougier de Camarès » (56 714 ha), qui s'étend sur 33 communes dont 32 dans l'Aveyron et 1 dans l'Hérault[15];
- la « Vallée du Rance » (2 781 ha), qui s'étend sur 12 communes dont 11 dans l'Aveyron et 1 dans le Tarn[16].

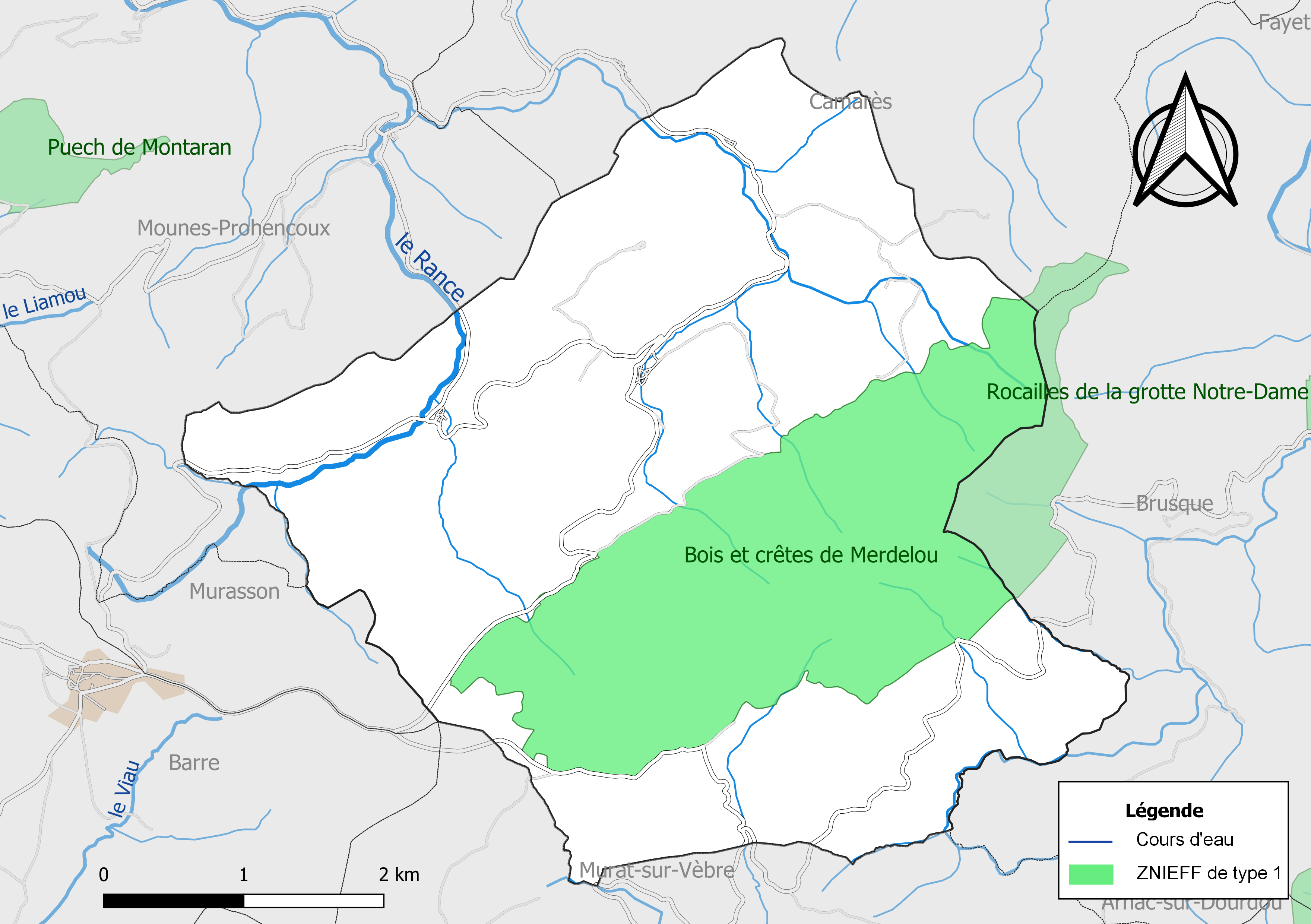
Carte de la ZNIEFF de type 1 de la commune.
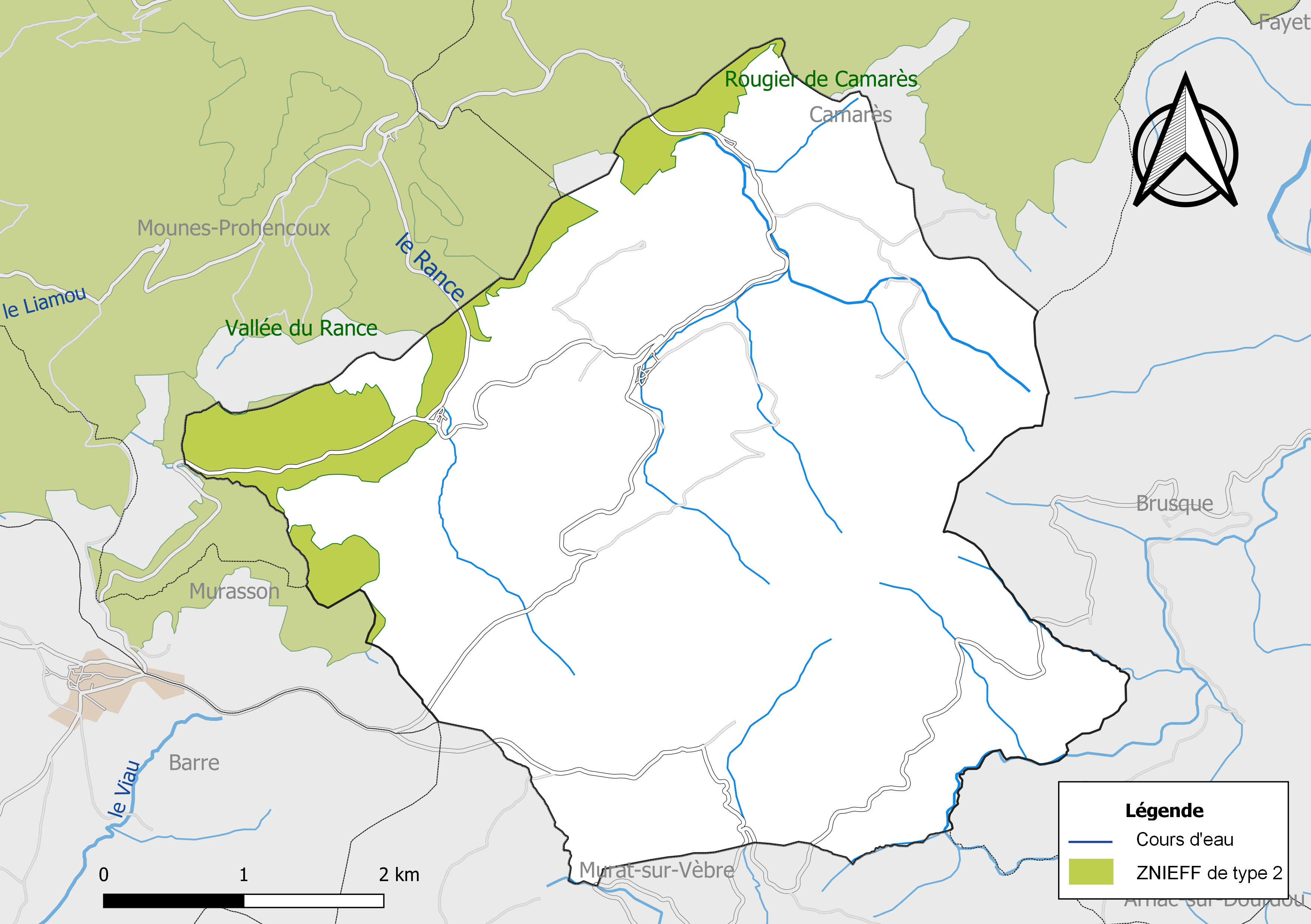
Carte des ZNIEFF de type 2 de la commune.

## Urbanisme

### Typologie
Au 1er janvier 2024, Peux-et-Couffouleux est catégorisée commune rurale à habitat très dispersé, selon la nouvelle grille communale de densité à 7 niveaux définie par l'Insee en 2022.
Elle est située hors unité urbaine et hors attraction des villes,.

### Occupation des sols

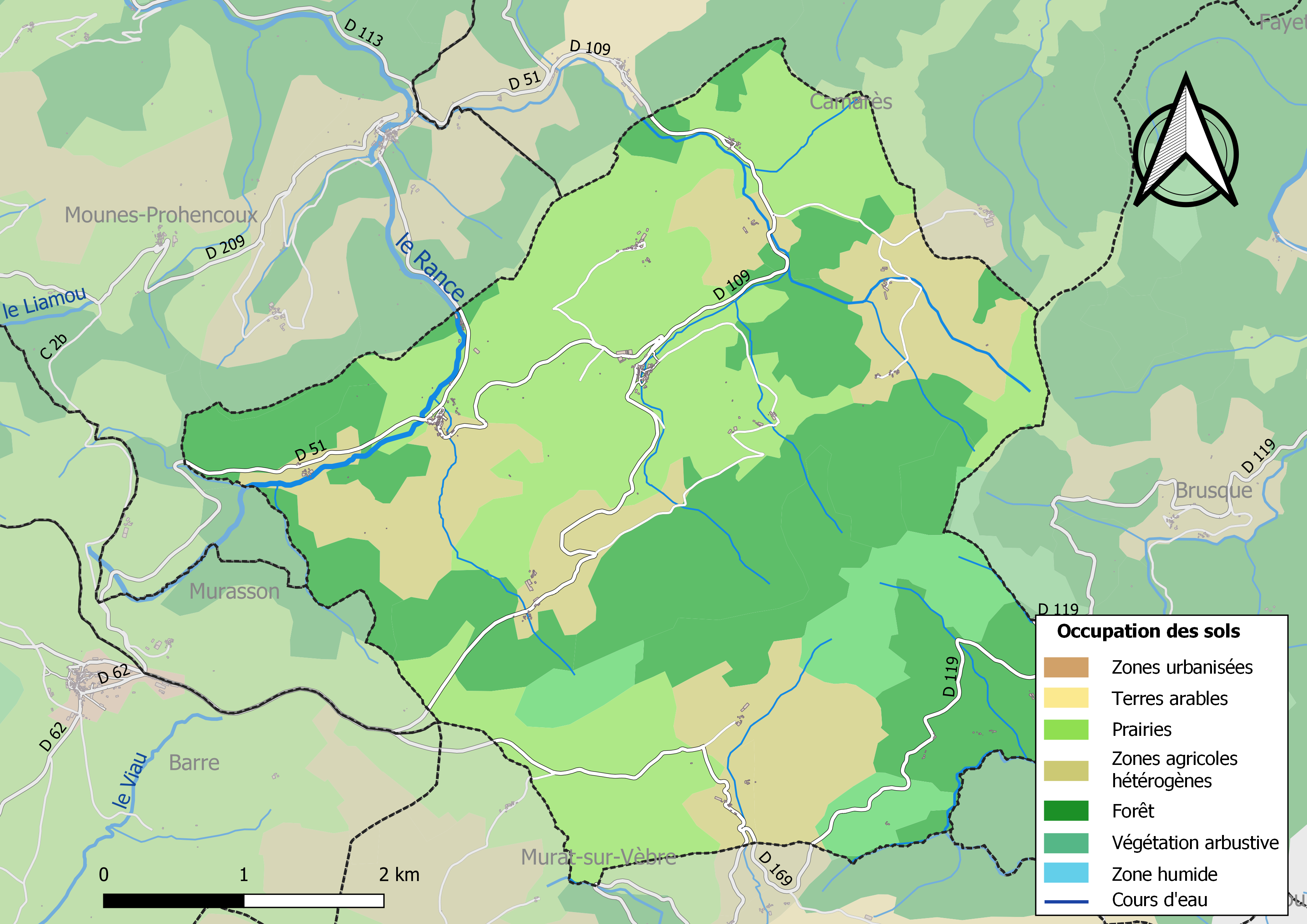
Infrastructures et occupation des sols de la commune de Peux-et-Couffouleux.

L'occupation des sols de la commune, telle qu'elle ressort de la base de données européenne d’occupation biophysique des sols Corine Land Cover (CLC), est marquée par l'importance des territoires agricoles (56,8 % en 2018), une proportion sensiblement équivalente à celle de 1990 (57,4 %). La répartition détaillée en 2018 est la suivante : 
forêts (37,8 %), prairies (35,1 %), zones agricoles hétérogènes (21,6 %), milieux à végétation arbustive et/ou herbacée (5,5 %).

### Planification
La loi SRU du 13 décembre 2000 a incité fortement les communes à se regrouper au sein d’un établissement public, pour déterminer les partis d’aménagement de l’espace au sein d’un SCoT, un document essentiel d’orientation stratégique des politiques publiques à une grande échelle. La commune est dans le territoire du SCoT du Parc naturel régional des Grands Causses, approuvé le vendredi 7 juillet 2017 par le comité syndical et mis à l’enquête publique en décembre 2019. La structure porteuse est le Pôle d'équilibre territorial et rural du PNR des Grands Causses, qui associe huit communautés de communes, notamment la communauté de communes Monts, Rance et Rougier, dont la commune est membre.
La commune, en 2017, avait engagé l'élaboration d'un plan local d'urbanisme.

### Risques majeurs
Le territoire de la commune de Peux-et-Couffouleux est vulnérable à différents aléas naturels : inondations, climatiques (hiver exceptionnel ou canicule), feux de forêts et séisme (sismicité très faible).
Il est également exposé à un risque particulier, le risque radon,.

#### Risques naturels

Zones inondables de la commune de Peux-et-Couffouleux.

Certaines parties du territoire communal sont susceptibles d’être affectées par le risque d’inondation par débordement du Rance. Les dernières grandes crues historiques, ayant touché plusieurs parties du département, remontent aux 3 et 4 décembre 2003 (dans le bassin du Lot, de l'Aveyron, du Viaur et du Tarn) et au 28 novembre 2014 (bassins de la Sorgues et du Dourdou). Ce risque est pris en compte dans l'aménagement du territoire de la commune par le biais du Plan de prévention du risque inondation (PPRI) du bassin du « Rance », approuvé le 9 octobre 2015.
Le Plan départemental de protection des forêts contre les incendies découpe le département de l’Aveyron en sept « bassins de risque » et définit une sensibilité des communes à l’aléa feux de forêt (de faible à très forte). La commune est classée en sensibilité moyenne.
Les mouvements de terrains susceptibles de se produire sur la commune sont liés à la présence de cavités souterraines localisées sur la commune,.

#### Risque particulier
Dans plusieurs parties du territoire national, le radon, accumulé dans certains logements ou autres locaux, peut constituer une source significative d’exposition de la population aux rayonnements ionisants. Toutes les communes du département sont concernées par le risque radon à un niveau plus ou moins élevé. Selon le dossier départemental des risques majeurs du département établi en 2013, la commune de Peux-et-Couffouleux est classée à risque faible. Un décret du 4 juin 2018 a modifié la terminologie du zonage définie dans le code de la santé publique et a été complété par un arrêté du 27 juin 2018 portant délimitation des zones à potentiel radon du territoire français. La commune est désormais en zone 1, à savoir zone à potentiel radon faible.

## Histoire
Le territoire appartenait aux barons de Brusque. À l'origine, plusieurs communes ont coexisté sur ce territoire. En 1794, la commune de Couffouleux est absorbée par celle de Peux. Puis en 1800 les deux communes sont administrées par Camarès puis en 1831 la commune est recréée en y ajoutant une autre ancienne commune : Blanc.

## Politique et administration

### Découpage territorial
La commune de Peux-et-Couffouleux est membre de la communauté de communes Monts, Rance et Rougier, un établissement public de coopération intercommunale (EPCI) à fiscalité propre créé le 1er janvier 2017 dont le siège est à Belmont-sur-Rance. Ce dernier est par ailleurs membre d'autres groupements intercommunaux.
Sur le plan administratif, elle est rattachée à l'arrondissement de Millau, au département de l'Aveyron et à la région Occitanie. Sur le plan électoral, elle dépend du  canton des Causses-Rougiers pour l'élection des conseillers départementaux, depuis le redécoupage cantonal de 2014 entré en vigueur en 2015, et de la troisième circonscription de l'Aveyron  pour les élections législatives, depuis le dernier découpage électoral de 2010.

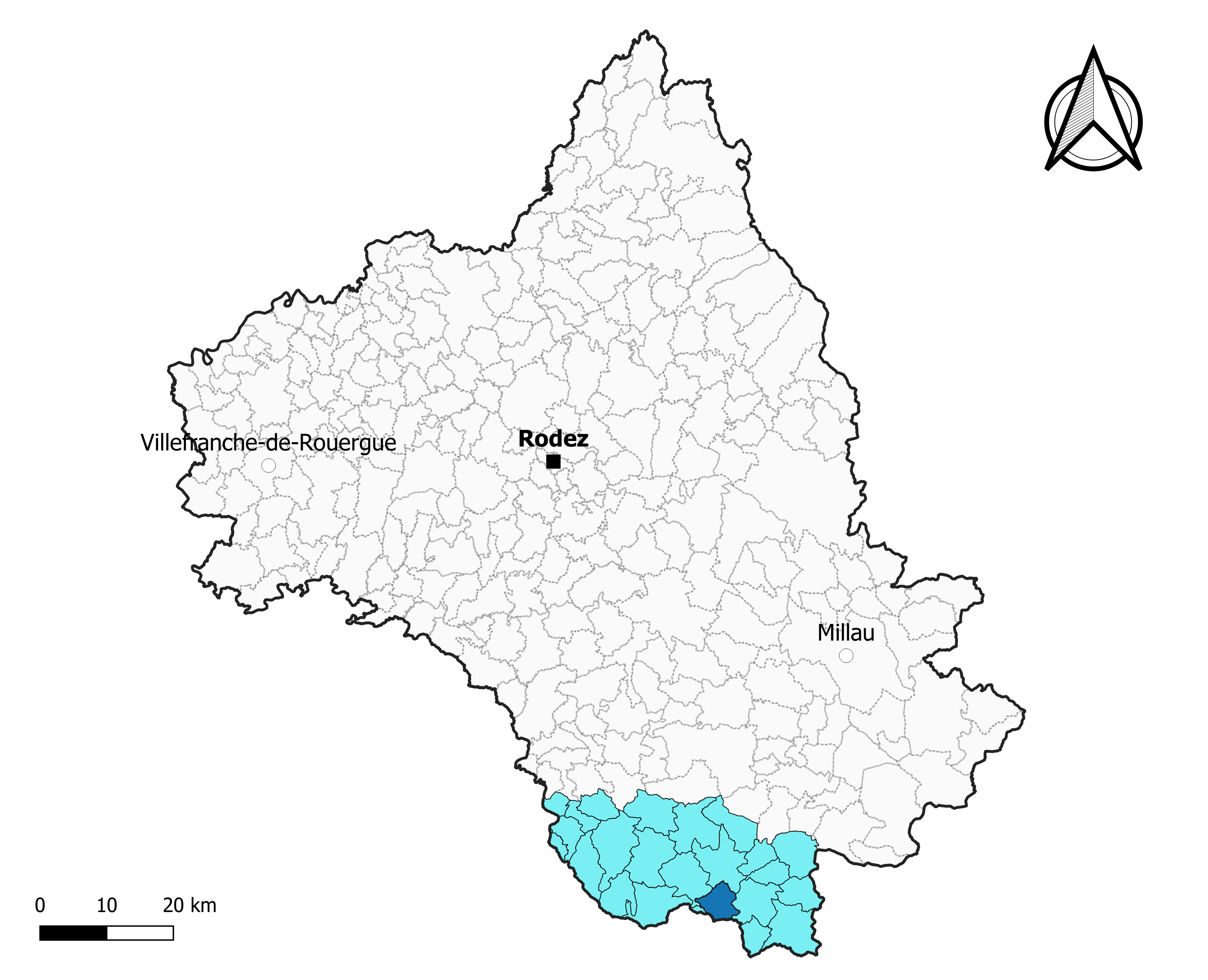
Peux-et-Couffouleux dans l'intercommunalité en 2020.
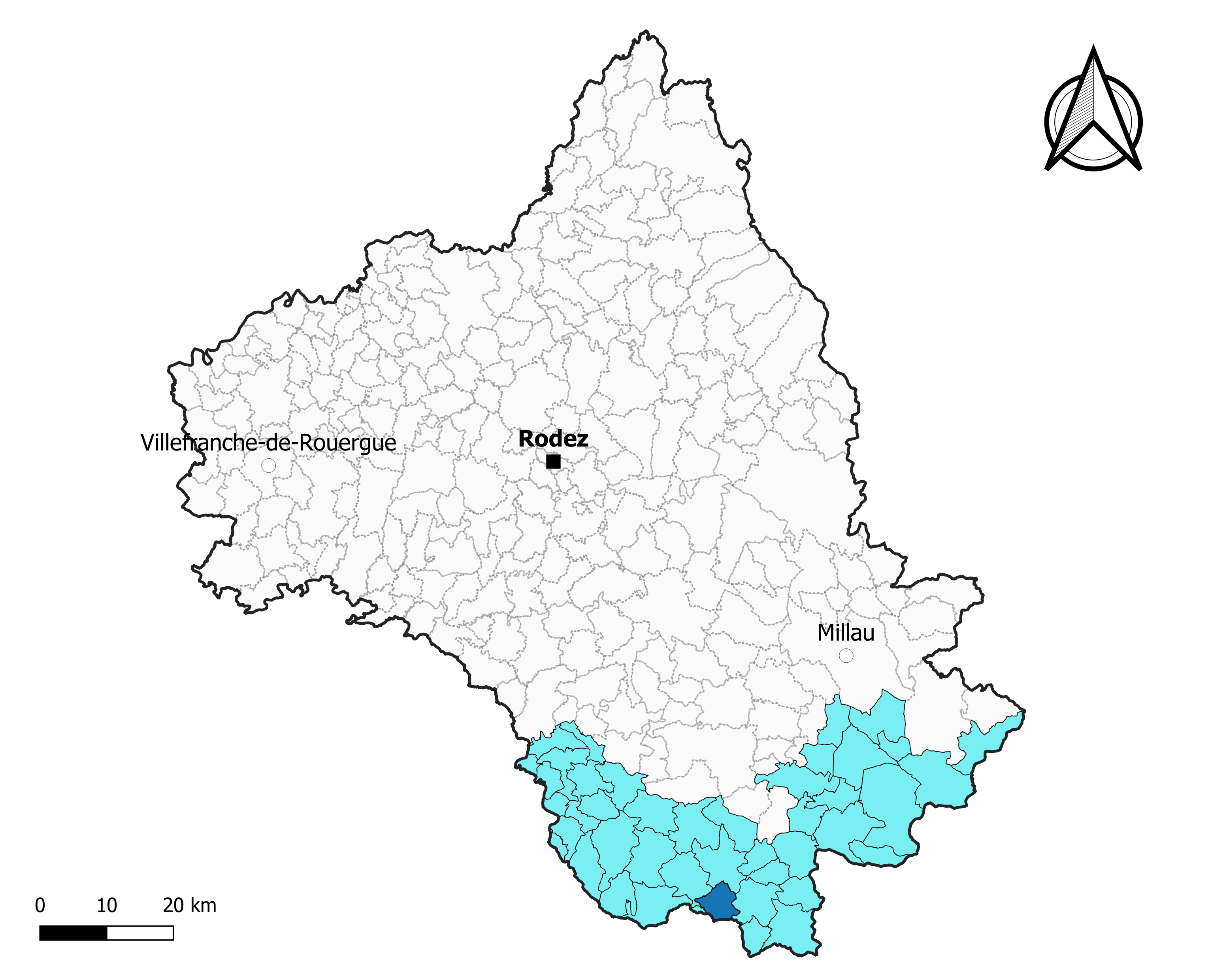
Peux-et-Couffouleux dans le canton des Causses-Rougiers en 2020.
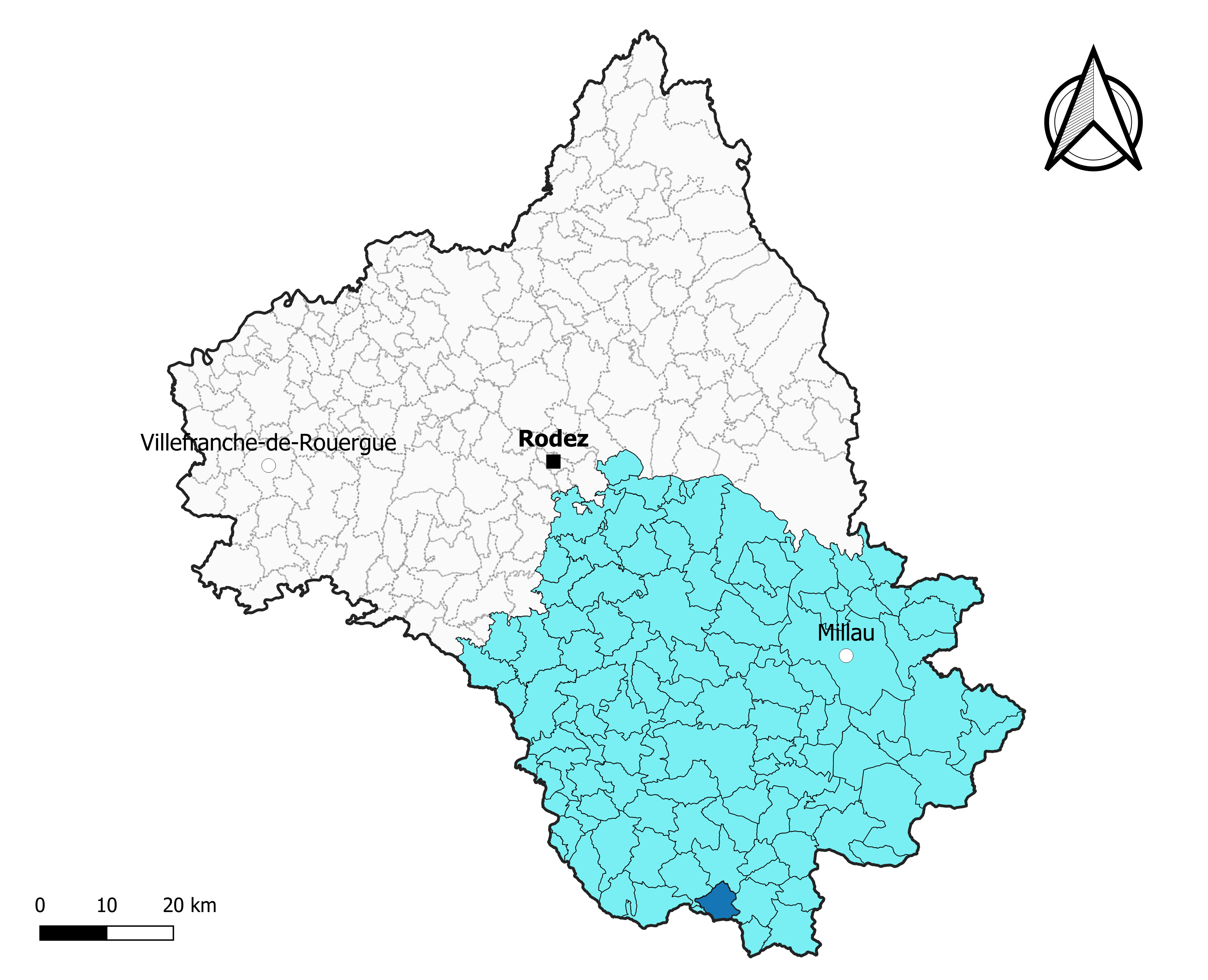
Peux-et-Couffouleux dans l'arrondissement de Millau en 2020.

### Élections municipales et communautaires

#### Élections de 2020
Le conseil municipal de Peux-et-Couffouleux, commune de moins de 1 000 habitants, est élu au scrutin majoritaire plurinominal à deux tours avec candidatures isolées ou groupées et possibilité de panachage. Compte tenu de la population communale, le nombre de sièges à pourvoir lors des élections municipales de 2020 est de 7. Sur les quatorze candidats en lice, quatre  sont élus dès le premier tour, le 15 mars 2020, avec un taux de participation de 83,87 %. Les trois conseillers restant à élire sont élus au second tour, qui se tient le 28 juin 2020 du fait de la pandémie de Covid-19, avec un taux de participation de 76,34 %.
Philippe Giganon est élu nouveau maire de la commune le 3 juillet 2020.
Dans les communes de moins de 1 000 habitants, les conseillers communautaires sont désignés parmi les conseillers municipaux élus en suivant l’ordre du tableau (maire, adjoints puis conseillers municipaux) et dans la limite du nombre de sièges attribués à la commune au sein du conseil communautaire. Un siège est attribué à la commune au sein de la communauté de communes Monts, Rance et Rougier.

#### Liste des maires
| Période                                  | Période      | Identité                           | Étiquette | Qualité                                                                  |
| ---------------------------------------- | ------------ | ---------------------------------- | --------- | ------------------------------------------------------------------------ |
| 1832                                     | 1843         | Bernard BARBE                      |           |                                                                          |
| 1843                                     | 1870         | Jean BOUDENE                       |           |                                                                          |
| 1870                                     | 1870         | Jean-Pierre MAFFRE                 |           |                                                                          |
| 1871                                     | 1871         | Louis-Charles PUJOL                |           |                                                                          |
| 1871                                     | 1874         | Ernest Jean-Marie Hilarion BOUDENE |           |                                                                          |
| 1874                                     | 1876         | Jean VASSAL                        |           |                                                                          |
| 1876                                     | 1877         | André ANDOQUE                      |           |                                                                          |
| 1877                                     | 1878         | Benoît BIC                         |           |                                                                          |
| 1878                                     | 1882         | Jean VASSAL                        |           |                                                                          |
| 1882                                     | 1887         | Ernest BOUDENE                     |           |                                                                          |
| 1887                                     | 1892         | Pierre DELMAS                      |           |                                                                          |
| 1892                                     | 1894         | Célestin GUIRAUD                   |           |                                                                          |
| 1894                                     | 1900         | François BARBE                     |           |                                                                          |
| 1900                                     | 1902         | Pierre DELMAS                      |           |                                                                          |
| Les données manquantes sont à compléter. |              |                                    |           |                                                                          |
| avant 1988                               | ?            | Pierre BARBE                       |           |                                                                          |
| 1995                                     | 2014         | Marcel DURAND                      |           |                                                                          |
| mars 2014                                | juillet 2020 | Alain Dejob                        |           | Retraité salarié du secteur privé                                        |
| juillet 2020                             | En cours     | Philippe Giganon,                  |           | Personne sans activité professionnelle de 60 ans et plus (non retraitée) |
| Les données manquantes sont à compléter. |              |                                    |           |                                                                          |

## Démographie
L'évolution du nombre d'habitants est connue à travers les recensements de la population effectués dans la commune depuis 1793. Pour les communes de moins de 10 000 habitants, une enquête de recensement portant sur toute la population est réalisée tous les cinq ans, les populations de référence des années intermédiaires étant quant à elles estimées par interpolation ou extrapolation. Pour la commune, le premier recensement exhaustif entrant dans le cadre du nouveau dispositif a été réalisé en 2006.

En 2022, la commune comptait 87 habitants, en évolution de −2,25 % par rapport à 2016 (Aveyron : +0,37 %, France hors Mayotte : +2,11 %).
| 1793 | 1800 | 1836 | 1841 | 1846 | 1851 | 1856 | 1861 | 1866 |
| ---- | ---- | ---- | ---- | ---- | ---- | ---- | ---- | ---- |
| 460  | 449  | 735  | 663  | 710  | 716  | 695  | 686  | 654  |

| 1872 | 1876 | 1881 | 1886 | 1891 | 1896 | 1901 | 1906 | 1911 |
| ---- | ---- | ---- | ---- | ---- | ---- | ---- | ---- | ---- |
| 578  | 629  | 629  | 676  | 609  | 623  | 609  | 615  | 541  |

| 1921 | 1926 | 1931 | 1936 | 1946 | 1954 | 1962 | 1968 | 1975 |
| ---- | ---- | ---- | ---- | ---- | ---- | ---- | ---- | ---- |
| 498  | 510  | 470  | 472  | 324  | 309  | 270  | 235  | 190  |

| 1982 | 1990 | 1999 | 2006 | 2011 | 2016 | 2021 | 2022 | - |
| ---- | ---- | ---- | ---- | ---- | ---- | ---- | ---- | - |
| 162  | 138  | 109  | 110  | 102  | 89   | 86   | 87   | - |

## Économie

### Emploi
| Division       | 2008  | 2013  | 2018  |
| -------------- | ----- | ----- | ----- |
| Commune        | 0 %   | 7 %   | 6,2 % |
| Département    | 5,4 % | 7,1 % | 7,1 % |
| France entière | 8,3 % | 10 %  | 10 %  |

En 2018, la population âgée de 15 à 64 ans s'élève à 46 personnes, parmi lesquelles on compte 75 % d'actifs (68,7 % ayant un emploi et 6,2 % de chômeurs) et 25 % d'inactifs,. Depuis 2008, le taux de chômage communal (au sens du recensement) des 15-64 ans est inférieur à celui de la France et du département.
La commune est hors attraction des villes,. Elle compte 28 emplois en 2018, contre 25 en 2013 et 28 en 2008. Le nombre d'actifs ayant un emploi résidant dans la commune est de 33, soit un indicateur de concentration d'emploi de 85,7 % et un taux d'activité parmi les 15 ans ou plus de 46,2 %.
Sur ces 33 actifs de 15 ans ou plus ayant un emploi, 21 travaillent dans la commune, soit 65 % des habitants. Pour se rendre au travail, 70,6 % des habitants utilisent un véhicule personnel ou de fonction à quatre roues, 14,7 % s'y rendent en deux-roues, à vélo ou à pied et 14,7 % n'ont pas besoin de transport (travail au domicile).

### Activités hors agriculture
10 établissements sont implantés  à Peux-et-Couffouleux au 31 décembre 2019.
Le secteur de l'industrie manufacturière, des industries extractives et autres est prépondérant sur la commune puisqu'il représente 50 % du nombre total d'établissements de la commune (5 sur les 10 entreprises implantées  à Peux-et-Couffouleux), contre 17,7 % au niveau départemental.

### Agriculture
|               | 1988  | 2000  | 2010  | 2020  |
| ------------- | ----- | ----- | ----- | ----- |
| Exploitations | 21    | 12    | 10    | 9     |
| SAU (ha)      | 1 020 | 1 200 | 1 267 | 1 200 |

La commune est dans les Monts de Lacaune, une petite région agricole occupant le sud du département de l'Aveyron. En 2020, l'orientation technico-économique de l'agriculture  sur la commune est l'élevage bovin, orientation mixte lait et viande. Neuf exploitations agricoles ayant leur siège dans la commune sont dénombrées lors du recensement agricole de 2020 (21 en 1988). La superficie agricole utilisée est de 1 200 ha,,.

## Culture locale et patrimoine

### Lieux et monuments
- Église Saint-Nazaire de Couffouleux.

### Chapelle Saint-Méen de Saint-Méen
- Il y jaillit une source réputée avoir des pouvoirs de guérison des maladies de peau, et s'y déroule un pèlerinage le 24 juin. Saint Méen est honoré dans le Rouergue car au cours d’un pèlerinage à Rome, il fit un détour dans le Rouergue et il aurait fait jaillir une source au pied du Merdelou pour guérir les malades de la peste qui sévissait alors[52]. Dans le hameau de Saint-Méen, un pèlerinage a lieu tous les 24 juin en sa mémoire. Les fidèles peuvent y emporter l’eau de la source miraculeuse, réputée comme pouvant guérir les maladies de peau des hommes et des bêtes[52].

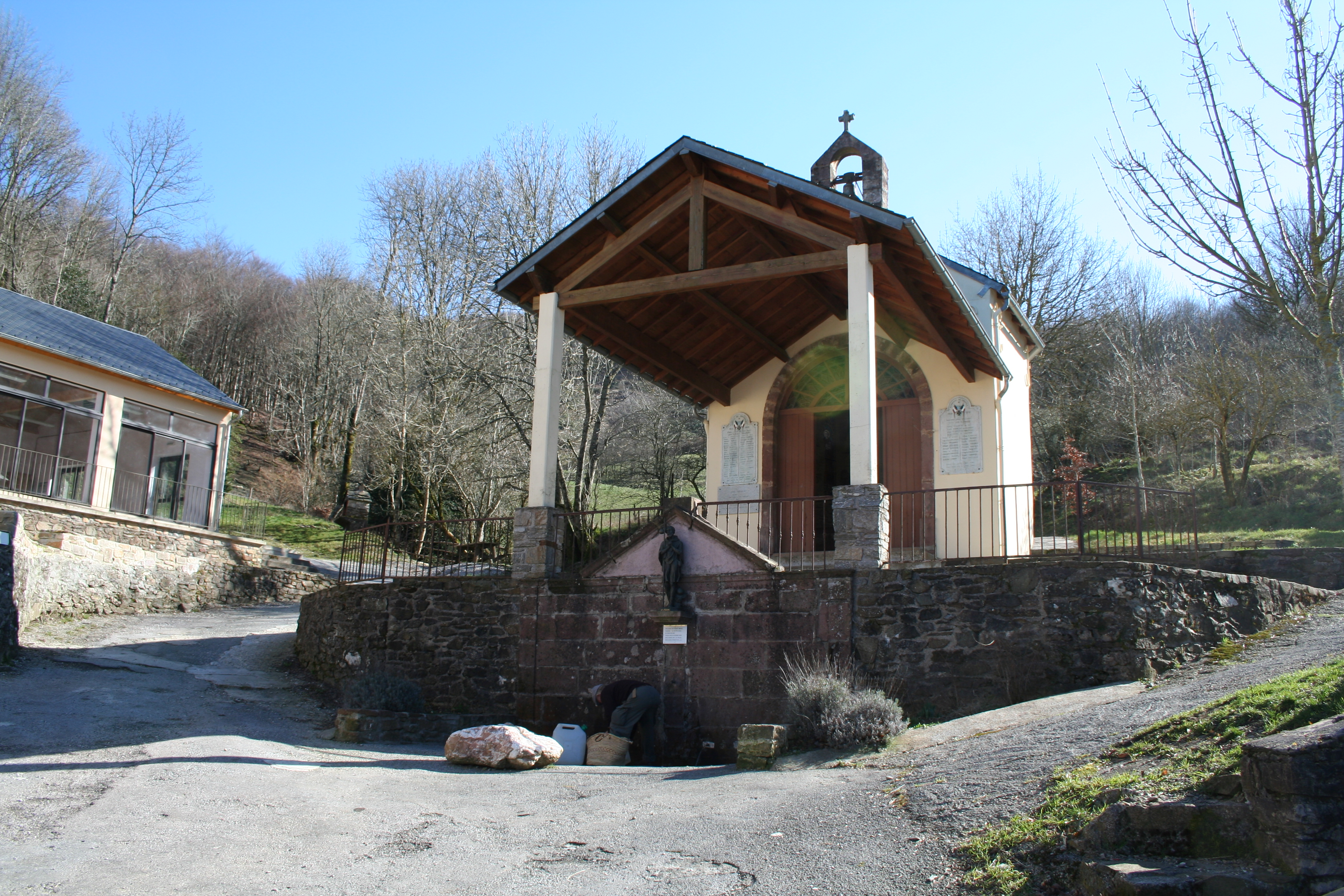
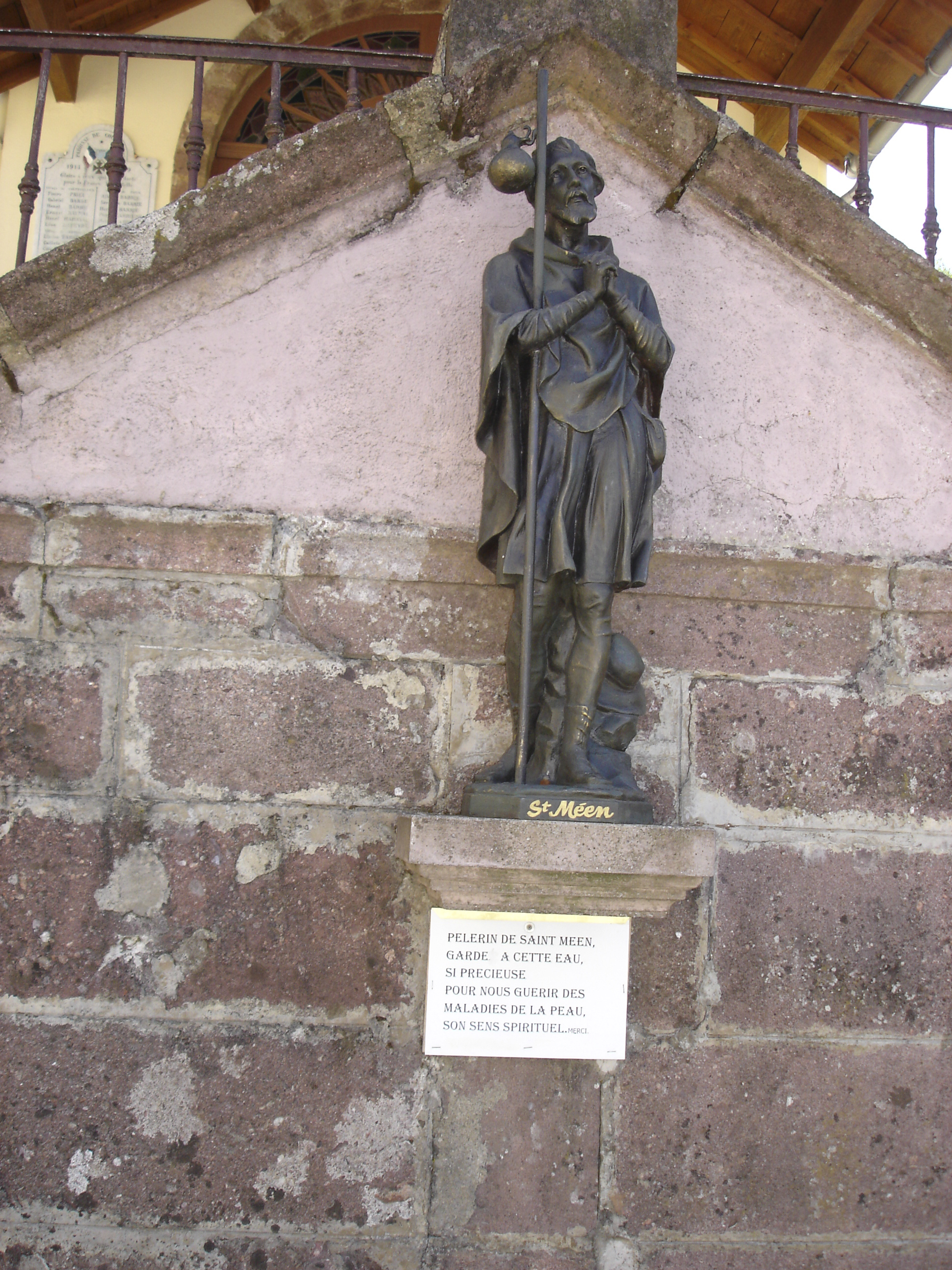

« La légende de saint Méen (Sent Mènh en occitan), près de Peux-et-Couffouleux, le fait venir au pied du Merdelou, sommet du Camarès, dont le nom signifierait « margelle », limite. Il y fut aux prises avec une bête sauvage (un loup), équivalent des dragons des autres légendes. Il y aurait été décapité et sa tête en tombant aurait fait jaillir la source du Rance dite de Saint-Méen. Selon une autre légende (Belmontais), il menait paître un troupeau et, grattant le sol de son bâton, il fit naître une source. On voit que la similitude entre la vie de saint Méen en Camarès et celle de la Bretagne va jusqu'au nom de la rivière! (...) L’eau a les mêmes vertus que dans les autres sanctuaires de Saint-Méen : maladies de la peau, teigne des enfants et gale des brebis. »

### Hameau de Blanc
- Église Saint-Jean de Blanc.

Il y reste des vestiges de l'ancien château de Blanc, dominant la vallée du Sanctus.

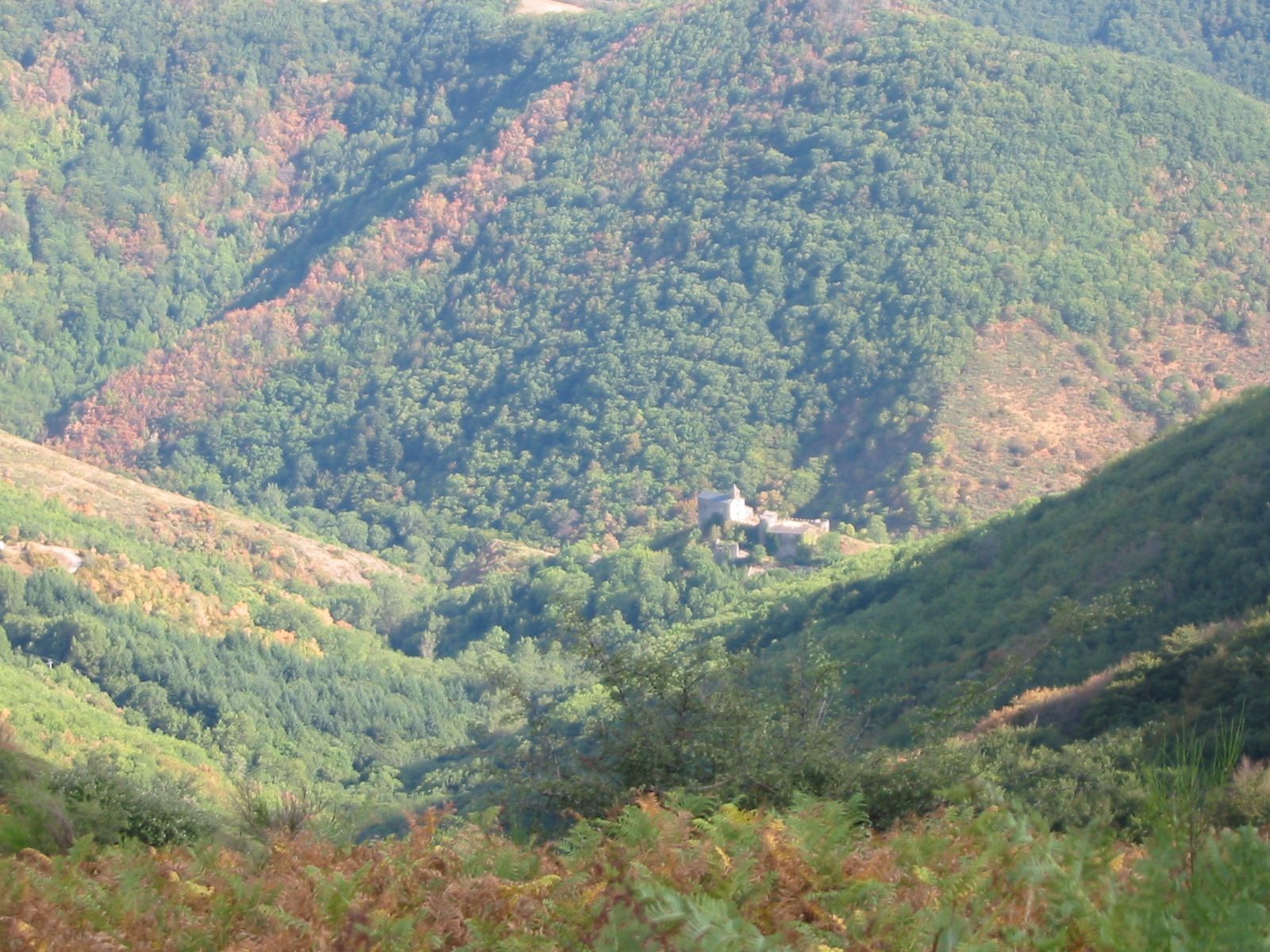
Église et château de Blanc, vus depuis le Merdelou.
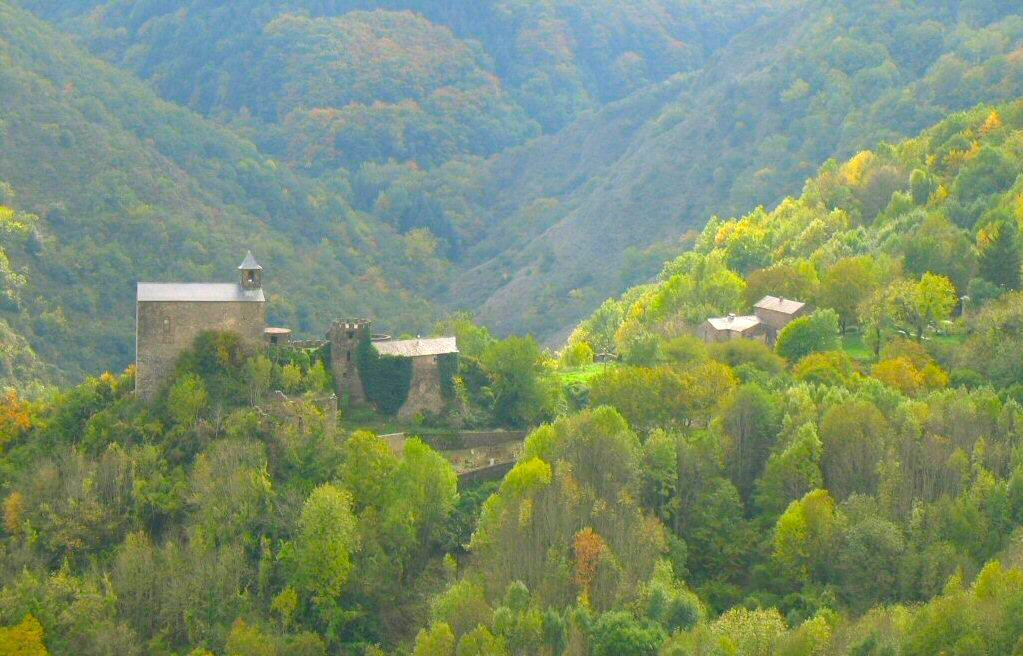
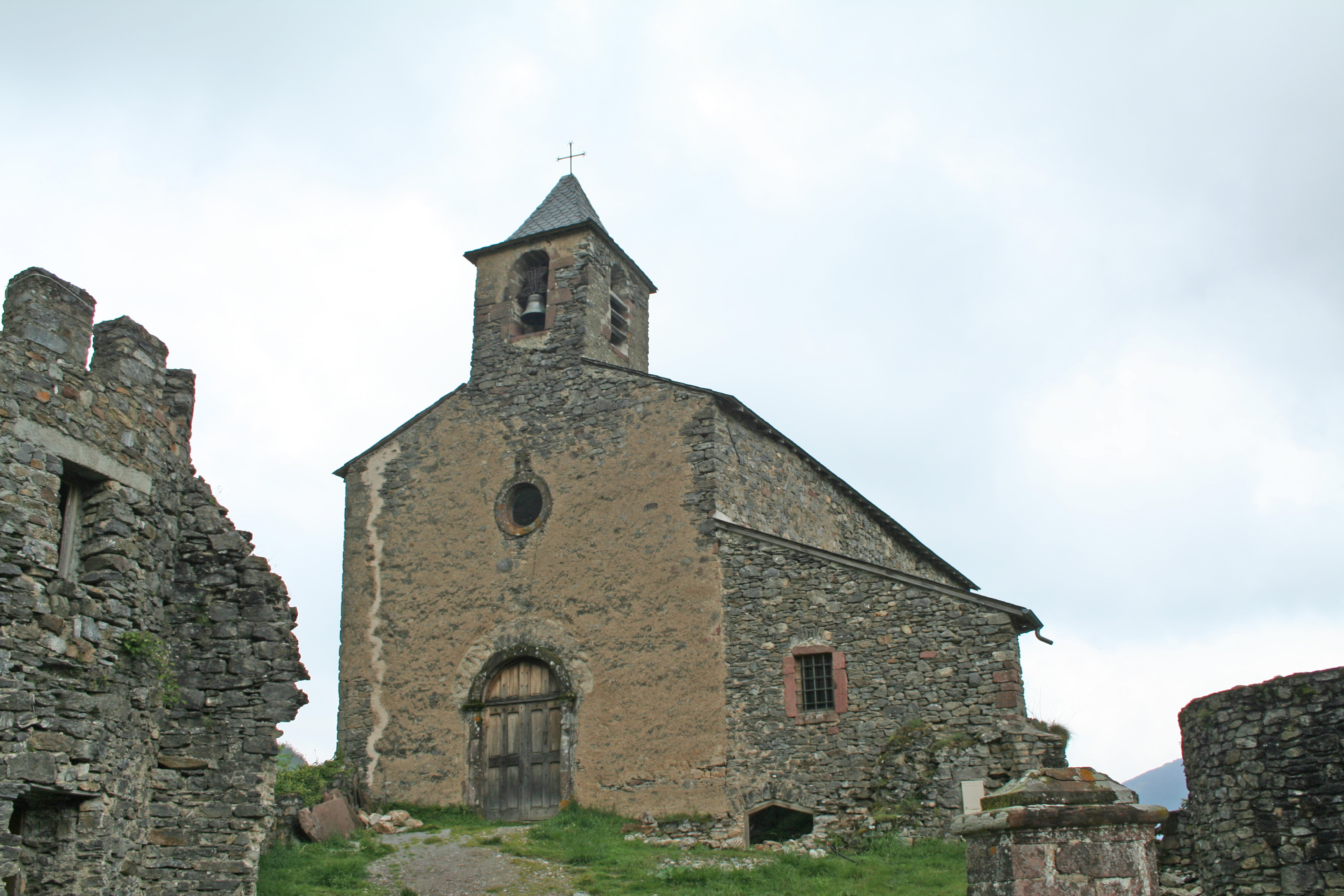
Église.
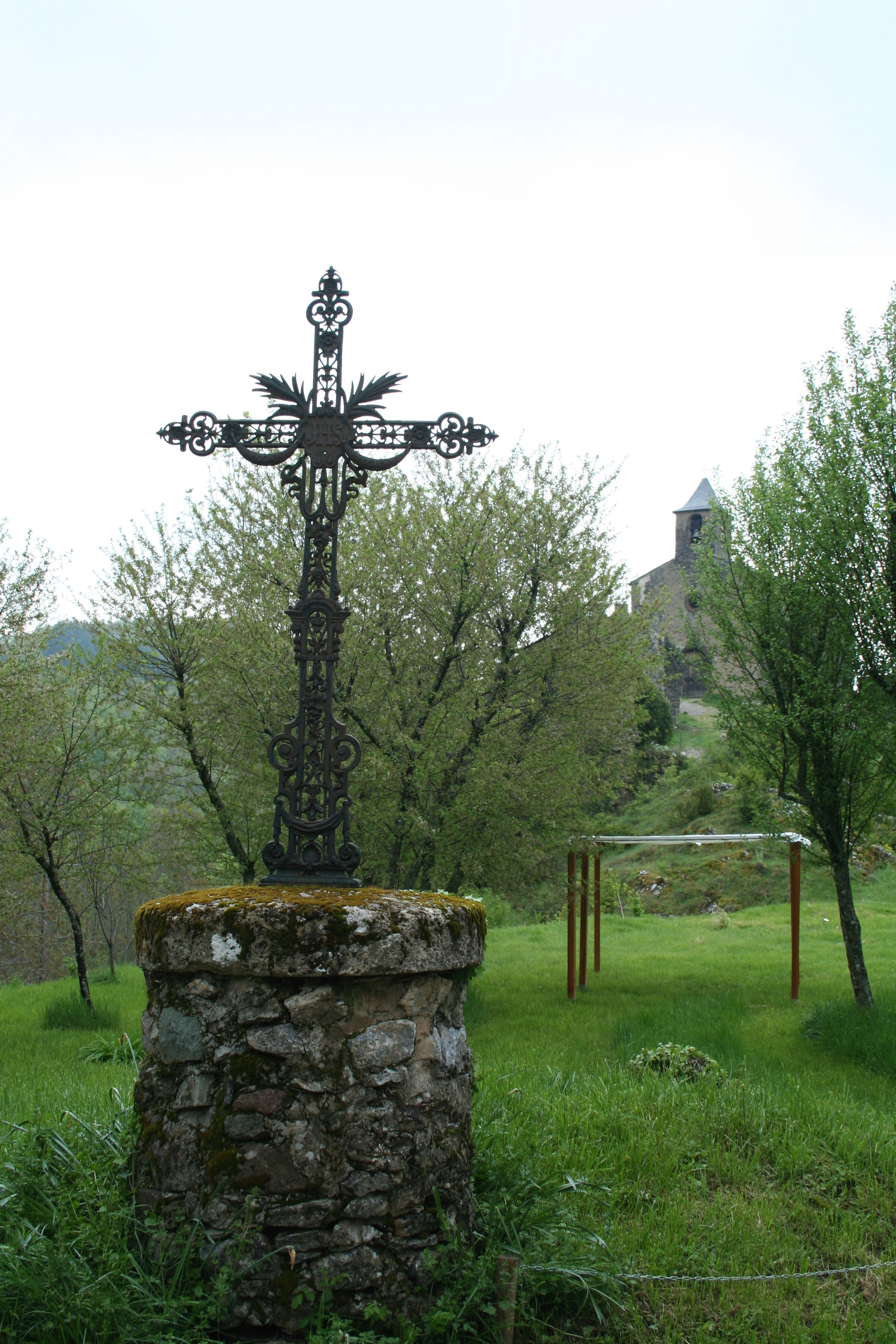

### Parc éolien

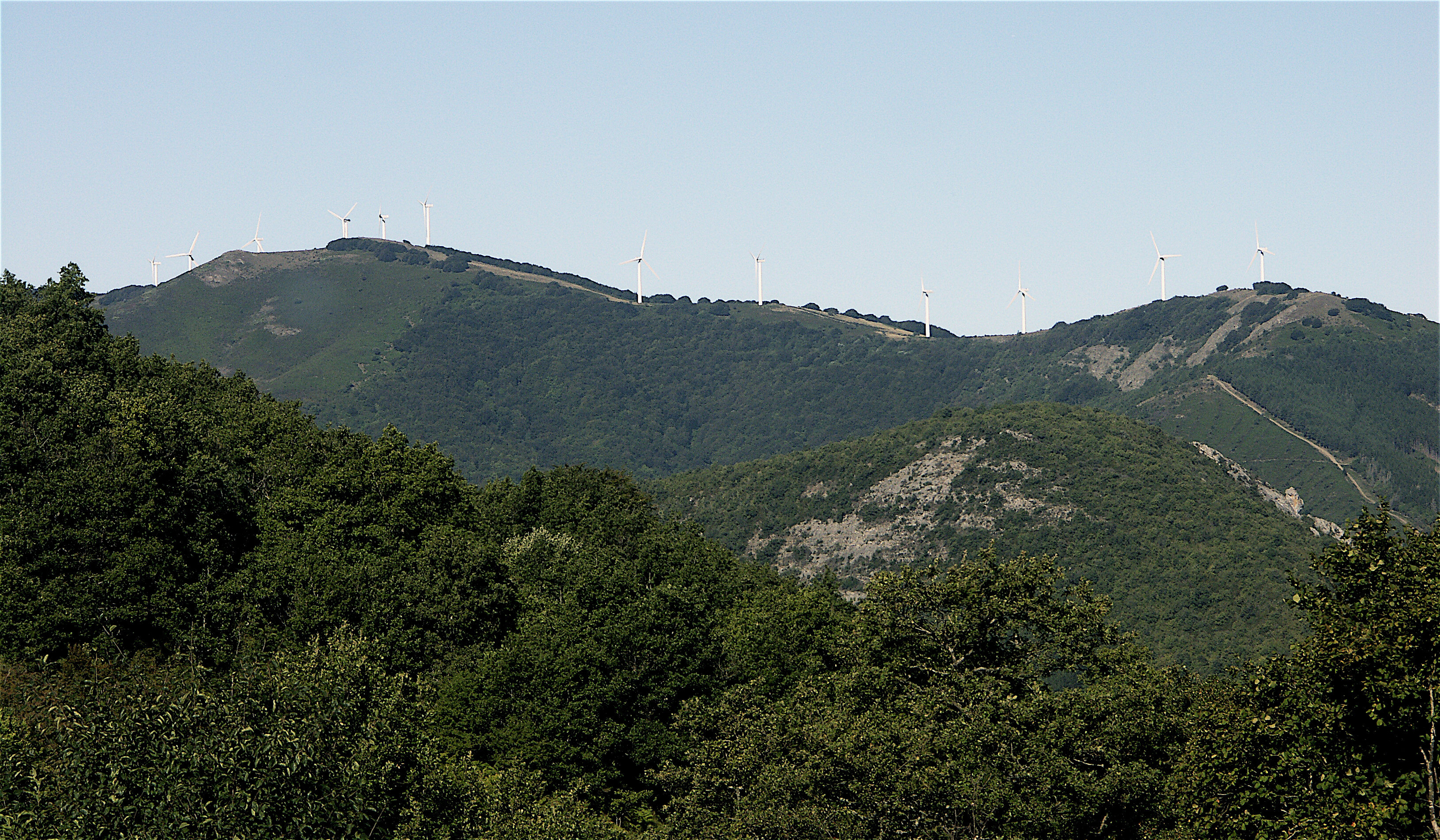
Parc éolien.

Un grand parc éolien de 12 éoliennes sur le Merdelou.